# 10334 Gibbon
10334 Gibbon è un asteroide della fascia principale. Scoperto nel 1991, presenta un'orbita caratterizzata da un semiasse maggiore pari a 2,8761568 au e da un'eccentricità di 0,0698996, inclinata di 0,96324° rispetto all'eclittica.
L'asteroide è dedicato allo storico inglese Edward Gibbon.